# Argentinosaurus
Argentinosaurus („Argentinský ještěr“) je rod obřího titanosaurního sauropodního dinosaura, objeveného na území Argentiny.

## Význam
Argentinosaurus je jedním z největších dosud objevených sauropodních dinosaurů, a tím i největších dnes známých suchozemských živočichů v historii života na Zemi. Tento kolos žil zhruba uprostřed křídové periody, asi před 96 až 94 miliony let na území dnešní argentinské Patagonie (provincie Neuquén). Fosilie tohoto titanosaura byly objeveny roku 1987 v sedimentech geologického souvrství Huincul (odtud druhové jméno dinosaura), jejich vykopávky proběhly v letech 1987 až 1989 a formálně byly popsány roku 1993 argentinskými paleontology José F. Bonapartem a Rodolfem Coríou.
V březnu roku 2022 byl oznámen objev možných dalších fosilií rodu Argentinosaurus v argentinské Patagonii, není ale jisté, zda se skutečně jedná o zkameněliny právě tohoto sauropoda.

## Rozměry

Porovnání velikosti argentinosaura a člověka.

Dochovala se jen neúplná a fragmentární kostra, i tak jsou ale jednotlivé dochované kosti obrovských rozměrů. Pažní kost (humerus) byla dlouhá celých 181 cm, holenní kost (tibia) 155 cm a některé obratle jsou téměř 1,5 m dlouhé. Z těchto rozměrů vědci spočítali pravděpodobnou hmotnost tohoto dinosaura na přibližných 73 tun, přičemž horní limit by mohl být až kolem 96,4 tuny. To z argentinosaura činí zatím největšího známého suchozemského živočicha všech dob. Stehenní kost tohoto sauropoda by v kompletním stavu měřila na výšku asi 2,5 metru.
Dříve se předpokládalo, že délka argentinosaura mohla dosáhnout 35 až 40 metrů, v roce 2004 byl publikován novější odhad délky, přisuzující tomuto rodu "pouze" 22–26 metrů. Dnes se předpokládá délka okolo 36,6 metru. Argentinosaurus je dnes obecně považován za největšího dobře známého sauropodního dinosaura. Většími živočichy, které s jistotou známe, jsou tak pouze mořští kytovci, jako je největší žijící velryba plejtvák obrovský. Podle jiných odhadů byl argentinosaurus dlouhý asi rovných 30 metrů a vážil přes 50 metrických tun. Vzhledem k nekompletnosti fosilního materiálu tohoto obřího sauropoda jsou však jakékoliv přesnější odhady velikosti prozatím nemožné.
V roce 2019 odhadl americký badatel Gregory S. Paul podrobným rozborem a zhodnocením dosud využitých metod stanovování objemu a hmotnosti těla různých sauropodů celkovou tělesnou hmotnost argentinosaura na 65 až 75 (později pak 79) metrických tun. To z tohoto argentinského titanosaura činí největšího známého suchozemského živočicha vůbec.
Vědecká studie publikovaná v září roku 2020 klade argentinosaurovi hmotnost (dle dvou základních metod odhadu) v rozmezí 75 077 až 94 717 kilogramů. Průměrná hmotnost a zároveň jakýsi nejpřesnější dosud získaný odhad hmotnosti tohoto dinosaura činí asi 85 000 kg. Byl tedy těžší než například dopravní letadlo Boeing 737.

## Ještě větší sauropodi?
Existují však jisté indicie v podobě obrovitých izolovaných kostí o ještě větších dinosaurech než byl Argentinosaurus, ty se však ztratily nebo o jejich příslušnosti panují dohady (viz Amphicoelias či Bruhathkayosaurus, jehož pozůstatky mohou být zkamenělým kmenem stromu). Zhruba stejně velký byl i Patagotitan, jehož objev byl v médiích oznámen roku 2014 a oficiální popis vyšel roku 2017. Důvody gigantismu těchto obřích dinosaurů jsou zkoumány již po desetiletí. Pravděpodobně se jedná o kombinaci anatomických, fyziologických a ekologických faktorů, které z titanosaurních sauropodů učinily největší suchozemské živočichy všech dob.
Podobně velký mohl být také obří titanosaurní sauropod ze souvrství Candeleros, jehož objev byl oznámen v lednu roku 2021.

## Paleoekologie
Je možné, že tito obří sauropodi byli loveni jednotlivci nebo i celými smečkami gigantických argentinských teropodů z čeledi Carcharodontosauridae, jako byli  Mapusaurus roseae nebo Meraxes gigas (žijící ve stejných ekosystémech). Vědecká studie z roku 2013 vychází z využití pokročilého počítačového 3D modelování a určuje rychlost chůze argentinosaura asi na 8 km/h. Dospělí a plně dorostlí argentinosauři patrně nebyli schopni rychlého pohybu a rychlost jejich chůze byla limitována biomechanickými omezeními.
Zajímavou otázkou je množství vyžadované potravy a také objem vyprodukovaného trusu u takto velkých sauropodů. Podle poučených odhadů a porovnáním se současnými slony (pro jedince argentinosaura o stanovené hmotnosti 73 tun) měli tito gigantičtí sauropodi produkovat asi 400 kg trusu denně.

### Česká literatura
- SOCHA, Vladimír (2021). Dinosauři – rekordy a zajímavosti. Nakladatelství Kazda, str. 20.